# 과카나야보만

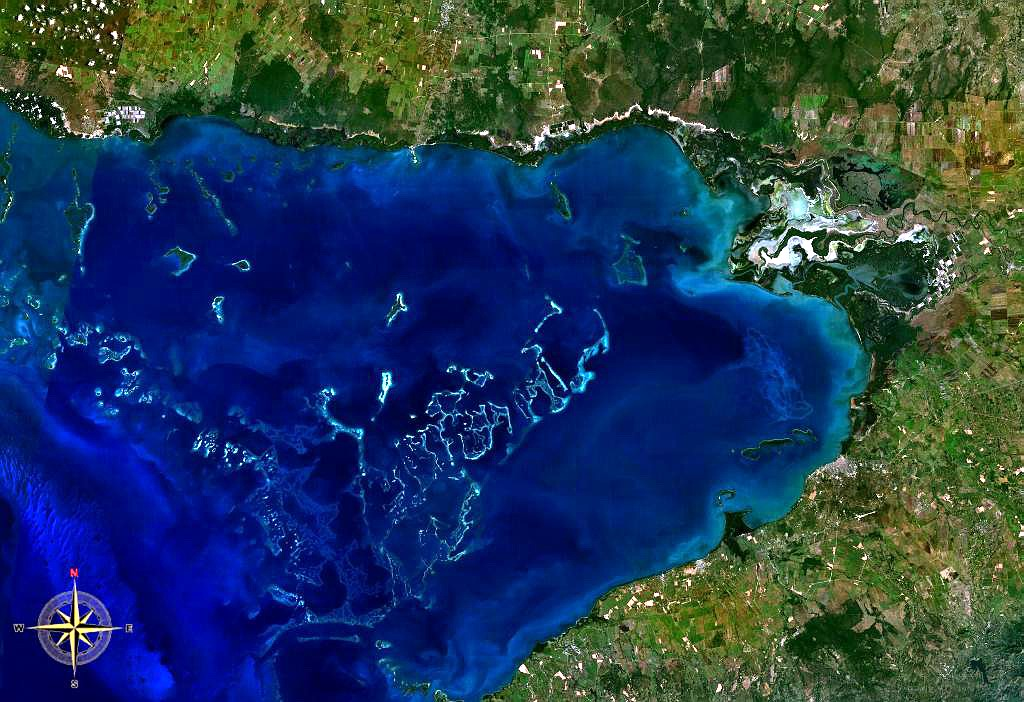
과카나야보 만

과카나야보 만(스페인어: Gulf of Guacanayabo)은 쿠바 남부 연안에 위치한 만이다. 그란마 주와 라스투나스 주 사이에 위치한다.